# Beaunay
Beaunay é uma comuna francesa na região administrativa do Grande Leste, no departamento de Marne. Estende-se por uma área de 3.53 km², e possui 103 habitantes, segundo o censo de 2018, com uma densidade de 29 hab/km².